# Mount Cara
Mount Cara är ett berg i Antarktis. Det ligger i Östantarktis. Nya Zeeland gör anspråk på området. Toppen på Mount Cara är 3 145 meter över havet.
Terrängen runt Mount Cara är bergig åt nordväst, men åt sydost är den kuperad. Trakten är obefolkad. Det finns inga samhällen i närheten.